# 安藤太郎 (外交官)
安藤 太郎（あんどう たろう、弘化3年4月8日（1846年5月3日） - 大正13年（1924年）10月29日）は、戦前日本の外交官、禁酒運動家である。元幕臣で箱館戦争に参加。岩倉使節団員、元香港領事、ハワイ総領事。

## 来歴
種痘の先駆者である鳥羽藩医・安藤文沢の子として江戸の四谷に生まれる。横浜英学所に留学中、アメリカ人宣教師のデイヴィッド・タムソンとサミュエル・ロビンス・ブラウンに英語を習う。その後、安井息軒に漢学を、坪井為春・大村益次郎に蘭学を、箕作秋坪に英学を学ぶ。
海軍操練所、陸軍伝習所で学んだ後、戊辰戦争では旧幕府軍の騎兵指南役、海軍二等見習士官として戦う。箱館戦争では榎本武明のもと回天丸に乗船し、宮古湾海戦で負傷する。五稜郭の戦いで投降し、1年間の禁固刑に処せられる。
語学力を買われ、明治政府の外務省翻訳官に任官される。
- 1871年（明治4年）、大蔵省に出仕。のち外務省の通訳官（四等書記官）として岩倉使節団に参加する。
- 1973年（明治6年）、帰朝。
- 1874年（明治7年）、香港副領事になる。
- 1878年（明治11年）、香港領事となる。
- 1885年（明治18年）、ハワイ総領事になる。
- 1886年（明治19年）、ハワイ群島への契約移民が始まる。
- 1887年（明治20年）、宣教師美山貫一がハリス博士から派遣される（日本人排斥運動）。キリスト教に入信する。
- 1889年（明治22年）、横浜禁酒会に参加（太田町 日盛楼）。津田仙、平岩恒保、島田三郎も参席。
- 1890年（明治23年）、美山貫一がサンフランシスコからホノルルに戻り、「ハワイ日本人禁酒会」を設立（会長：安藤太郎、副会長：伴新三郎、書記：鵜飼猛、役員：藤田敏郎、新内千代橘）。同年、東京禁酒会を創立、初代会長に就任し、クリスチャンとして日本の禁酒運動に尽力する。
- 1891年（明治24年）、外務省通商局長に任命される。
- 1895年（明治28年）、農商務省商工局長になる。
- 1897年（明治30年）、役人を引退する。
- 1898年（明治31年）、全国組織の日本禁酒同盟会（初代会長：安藤太郎）に改編。
- 1915年（大正4年）、妻が他界。自宅を教会に寄進。「安藤記念教会」を設立
- 1920年（大正9年）、関西の禁酒会と合同して日本国民禁酒同盟。特定の宗教を超えた運動に拡大していった。
- 1924年（大正13年）、動脈硬化症腎臓萎縮症にて他界。墓所は青山霊園。
- 1949年（昭和24年）、日本禁酒同盟と改称、現在に至る。

## 家族
- 父・安藤文澤 - 鳥羽藩士
- 弟・安藤二蔵 - 歯科医師。ウィリアム・イーストレイクに師事し、横浜で開業[2]。
- 妻・文子 - 禁酒運動家。夫に禁酒をさせるために、逓信大臣榎本武揚から贈られた日本酒を捨ててしまった逸話で知られる。

## 安藤太郎が感謝や禁酒を請願した書簡
- 1904年（明治37年） 陸海軍軍人諸君「陸海軍軍人に与うるの書」
- 1905年（明治38年） 警視庁総監安立綱之「警察官禁酒の必要」
- 1907年（明治40年） 英国陸軍大臣エイルマー・ホールデン（英語版）「英国陸軍大臣閣下に感謝す」
- 1908年（明治41年） 学習院院長「乃木希典伯爵閣下に呈するの書」
- 1909年（明治42年） 常陸山谷右衛門「名力士常陸山に与う」
- 1910年（明治43年） 海軍次官海軍少将財部彪「故広瀬武夫中佐の精神を尊重せよ」
- 1912年（大正元年） 衆議院議長大岡育造「大岡衆議院議長の英断を謝表す」
- 1919年（大正7年） 古川麹町警察署長「警察官禁酒会を表彰す」
- 1919年（大正7年） 東京市長・子爵田尻稲次郎、警視総監岡田文次「電車内の醜広告を一掃せよ」
- 1920年（大正8年） 伊吹艦長海老原啓一海軍大佐「日本最初の禁酒軍艦」
- 1921年（大正9年） 陸軍大臣田中義一「陸軍大臣田中義一閣下に進言す」

## エピソード
- 樽割り美談の真相（妻・文子談）
安藤は14歳か15歳の頃から飲酒を始め、20歳前後にはひとかどの鯨飲家となっていた。そのため妻の苦労も相当なものであったという。明治20年（1887年）12月11日、2樽の日本酒がハワイ総領事の安藤のもとへ届けられた。1つは逓信大臣榎本武揚が移民取り締まりのため遠いハワイにいる安藤を慰労するための贈物、もう1つは日本郵船会社社長森岡昌純[3]からの進物であった。その酒樽を妻が割って捨ててしまう事件があり、これを機に安藤は禁酒したといわれている[4]。

## 栄典・授章・授賞
位階
- 1885年（明治18年）10月31日 - 従五位[5]
- 1892年（明治25年）2月22日 - 正五位[6]

勲章等
- 1888年（明治21年）5月29日 - 勲五等双光旭日章[7]
- 1896年（明治29年）12月25日 - 勲四等瑞宝章[8]